# Szamba (tánc)
A szamba (portugál: samba) 2/4 ritmusú, erősen szinkopált, lendületes társasági tánc.
Brazília egyik legfontosabb kulturális jelenségének és az ország szimbólumainak tekintik. A karneválok elengedhetetlen kelléke a szamba ritmusa.
A szamba egyszerű lépéseit a kezdők gyorsan megtanulhatják, míg a jó táncosok változatos ritmusában, lendületes testtartásában tánckészségüknek megfelelő variációkat találnak.

## Története
A szamba afrikai eredetű, ősi népi tánc, amely a rabszolga-kereskedés útján jutott el Brazíliába. Szaggatott, rövid mozdulatai a megbilincselt rabszolgák mozgását jelképezik, azt, hogy még tánc közben sem tudtak láncaiktól megszabadulni. Elsősorban Rio de Janeiróban és São Paulóban terjedt el leginkább.

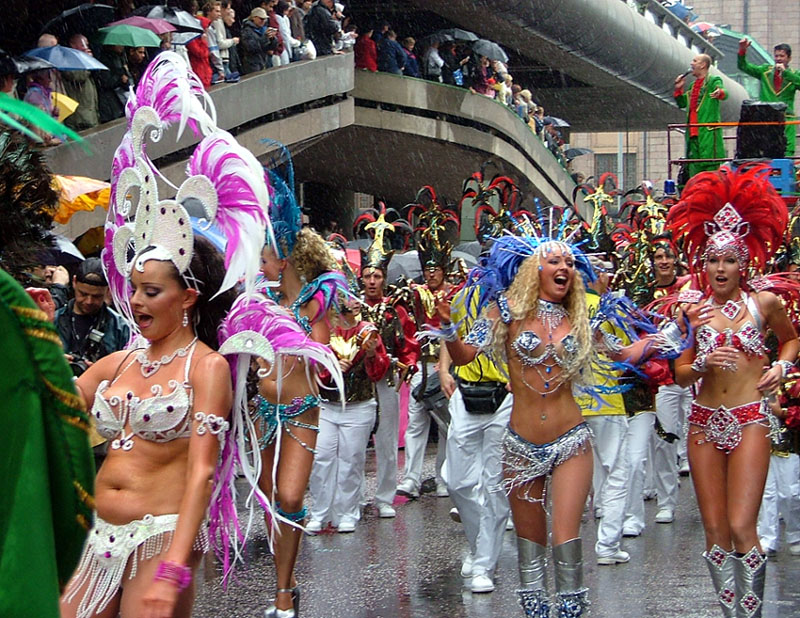

A szamba felvétele a latin-amerikai táncok versenyprogramjába 1959-től meghozta a szamba átalakulását a „népies” változattól a sportos szambáig.